# Marguerite Pierry
Pour les articles homonymes, voir Pierry (homonymie).
Marguerite Pierry est une actrice française née Marguerite Peter à Paris 10e le 26 décembre 1887 et morte à Paris 8e le 20 janvier 1963.

## Biographie
Après avoir débuté au théâtre, elle ne devient un second rôle récurrent du cinéma français qu'à la quarantaine passée.
Au cinéma, on la découvre en 1931 dans On purge bébé de Jean Renoir et joue jusqu'en 1961 dans près de 70 films, dont huit films de Sacha Guitry.
Elle a été l'épouse des acteurs Jacques Baumer et Marcel Simon.
Elle fut inhumée au cimetière de Bagneux (74e division).

## Filmographie

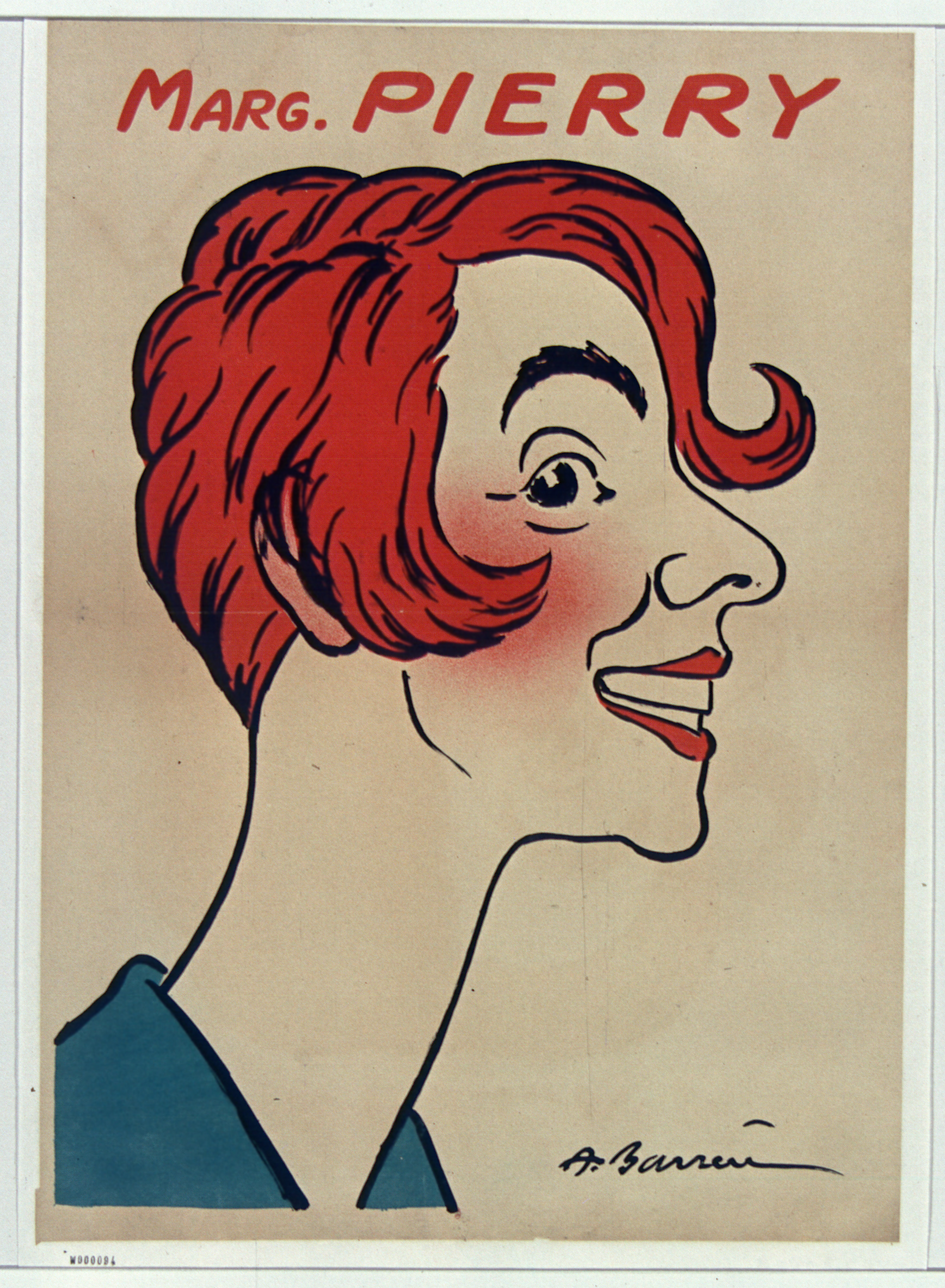
Affiche de 1900.

- 1931 : On purge bébé de Jean Renoir
- 1931 : Le Bal de Wilhelm Thiele
- 1932 : Le Rosier de Madame Husson de Dominique Bernard-Deschamps, d'après Guy de Maupassant
- 1933 : Le Coucher de la mariée de Roger Lion
- 1935 : Paris Camargue de Jack Forrester
- 1935 : Adémaï au Moyen Âge de Jean de Marguenat : Miss Crocks
- 1935 : La Sonnette d'alarme de Christian-Jaque
- 1936 : J'arrose mes galons de René Pujol

- 1936 : Les Deux Gosses de Fernand Rivers
- 1936 : Courrier sud de Pierre Billon
- 1937 : Trois Artilleurs au pensionnat de René Pujol
- 1937 : Monsieur Breloque a disparu de Robert Péguy
- 1937 : La Citadelle du silence de Marcel L'Herbier
- 1937 : Titin des Martigues de René Pujol
- 1938 : Ça, c'est du sport de René Pujol
- 1938 : Trois Artilleurs en vadrouille de René Pujol
- 1938 : Conflit de Léonide Moguy
- 1938 : Prison sans barreaux de Léonide Moguy : Mlle Pauline
- 1938 : La Goualeuse de Fernand Rivers
- 1939 : Monsieur Brotonneau d'Alexander Esway
- 1939 : Face au destin de Henri Fescourt
- 1939 : Ils étaient neuf célibataires de Sacha Guitry
- 1940 : Fausse Alerte de Jacques de Baroncelli
- 1940 : Paris-New York d'Yves Mirande
- 1940 : Faut ce qu'il faut de René Pujol
- 1940 : Les Otages de Raymond Bernard
- 1940 : Tourbillon de Paris de Henri Diamant-Berger
- 1940 : Miquette de Jean Boyer
- 1940 : L'Empreinte du dieu de Léonide Moguy
- 1941 : Parade en sept nuits de Marc Allégret : la femme de chambre
- 1941 : Fromont jeune et Risler aîné de Léon Mathot
- 1941 : Mam'zelle Bonaparte de Maurice Tourneur
- 1941 : Chèque au porteur de Jean Boyer
- 1942 : La Femme perdue de Jean Choux
- 1942 : Des jeunes filles dans la nuit de René Le Hénaff
- 1942 : Madame et le Mort de Louis Daquin
- 1942 : La Loi du 21 juin 1907 de Sacha Guitry (court métrage)
- 1943 : Le Baron fantôme de Serge de Poligny
- 1943 : Donne-moi tes yeux de Sacha Guitry
- 1944 : La Rabouilleuse de Fernand Rivers, d'après Honoré de Balzac
- 1945 : La Boîte aux rêves d'Yves Allégret et Jean Choux
- 1947 : Contre-enquête de Jean Faurez
- 1947 : Le Château de la dernière chance de Jean-Paul Paulin
- 1947 : Les Maris de Léontine de René Le Hénaff
- 1948 : Les Condamnés de Georges Lacombe
- 1948 : Le Comédien de Sacha Guitry
- 1948 : Toute la famille était là de Jean de Marguenat
- 1948 : Ces dames aux chapeaux verts de Fernand Rivers
- 1949 : Un trou dans le mur d'Émile Couzinet
- 1949 : Dernière Heure, édition spéciale de Maurice de Canonge
- 1949 : Aux deux colombes de Sacha Guitry
- 1950 : Le Gang des tractions-arrière de Jean Loubignac
- 1951 : Le Don d'Adèle d'Émile Couzinet
- 1951 : Monsieur Octave de Maurice Téboul
- 1951 : Adhémar ou le Jouet de la fatalité de Fernandel
- 1951 : Knock de Guy Lefranc
- 1953 : La Vie d'un honnête homme de Sacha Guitry
- 1954 : J'y suis, j'y reste de Maurice Labro
- 1954 : Madame du Barry de Christian-Jaque
- 1955 : Napoléon de Sacha Guitry
- 1955 : Nana de Christian-Jaque
- 1955 : Villa sans souci de Maurice Labro
- 1956 : Si Paris nous était conté de Sacha Guitry
- 1956 : Ces sacrées vacances de Robert Vernay
- 1957 : Assassins et Voleurs de Sacha Guitry
- 1957 : Les Œufs de l'autruche de Denys de La Patellière
- 1958 : Tant d'amour perdu de Léo Joannon
- 1960 : Les Frangines de Jean Gourguet
- 1961 : Seul... à corps perdu de Jean Maley

## Théâtre
- 1921 : Le Caducée d'André Pascal, Théâtre de la Renaissance, Théâtre du Gymnase
- 1924 : La Fleur d'oranger d'André Birabeau et Georges Dolley, Comédie Caumartin
- 1925 : Où allons-nous ?, revue de Rip et Briquet, Théâtre des Capucines
- 1929 : Le Trou dans le mur d'Yves Mirande, Théâtre de la Michodière
- 1932 : La Pâtissière du village ou Madeleine d'Alfred Savoir, mise en scène Louis Jouvet, Théâtre Pigalle
- 1934 : Le mari que j'ai voulu de Louis Verneuil, Théâtre des Mathurins
- 1935 : Les Fontaines lumineuses de Georges Berr et Louis Verneuil, Théâtre des Variétés
- 1935 : Y'avait un prisonnier de Jean Anouilh, Théâtre des Ambassadeurs
- 1936 : Fiston comédie d'André Birabeau, créée au Théâtre des Variétés le 26 février 1936
- 1936 : Le Pélican ou Une étrange famille de Francis de Croisset d'après Somerset Maugham, Théâtre des Ambassadeurs
- 1946 : La Sainte Famille d'André Roussin, mise en scène Jean Meyer, Théâtre Saint-Georges
- 1946 : Un homme sans amour de Paul Vialar, mise en scène Fernand Ledoux, Théâtre de l'Apollo
- 1948 : Aux deux colombes de Sacha Guitry, Théâtre des Variétés
- 1949 : La Galette des Rois de Roger Ferdinand, mise en scène Jean Wall, Théâtre Daunou
- 1950: "J'y suis, j'y reste de Raymond Vincy et Jean Valmy, mise en scène de Jacques Baumer, Théâtre du Gymnase
- 1954 : Gigi de Colette, mise en scène Jean Meyer, Théâtre des Arts
- 1956 : Appelez-moi Maître ou Tamara de Gabriel Arout et Renée Arout, mise en scène Jacques Charon, Théâtre des Ambassadeurs
- 1956 : La Plume de Pierre Barillet et Jean-Pierre Grédy, mise en scène Jean Wall, Théâtre Daunou
- 1958 : L'Enfant du dimanche de Pierre Brasseur, mise en scène Pierre Valde, Théâtre Édouard VII
- 1959 : L'Enfant du dimanche de Pierre Brasseur, mise en scène Pierre Valde, Théâtre de Paris
- 1960 : Un garçon d'honneur d'Antoine Blondin et Paul Guimard d'après Le Crime de Lord Arthur Saville d'Oscar Wilde, mise en scène Claude Barma, Théâtre Marigny
- 1960 : L'Avare de Molière, mise en scène Jean Meyer, Théâtre du Palais Royal
- 1960 : Les Femmes savantes de Molière, mise en scène Jean Meyer, Théâtre du Palais Royal
- 1960 : La Voleuse de Londres de Georges Neveux, mise en scène Raymond Gérôme, Théâtre du Gymnase
- 1961 : George Dandin de Molière, mise en scène Jean Meyer, Théâtre du Palais Royal
- 1962 : La Vénus de Milo de Jacques Deval, mise en scène Pierre Mondy, Théâtre du Gymnase